# Jake Flint
Jake Flint (1985-27 de noviembre de 2022) fue un cantante de música country estadounidense Red Dirt.

## Reseña biográfica
Flint se crio en Holdenville, Oklahoma. Su padre, Douglas J. Flint, era un "wildcatter", término inglés que designa a un individuo que perfora pozos petroleros salvajes, en áreas que no se sabe que son campos petroleros. Flint se mudó con su familia a Tulsa a principios de la década de 1990, donde asistió a Metro Christian Academy.
Flint se casó con Brenda Flint, el 26 de noviembre de 2022.
Murió mientras dormía a la edad de 37 años, unas horas después de su boda el 27 de noviembre de 2022.

## Álbumes
- I'm Not OK (2016)[8]
- Jake Flint (2020)